# Козлов, Михаил Иванович
Михаил Иванович Козлов (6 сентября 1895, деревня Маркатушино, Смоленская губерния — 8 марта 1971, Ленинград) — советский военный деятель, генерал-лейтенант (1943 год).

## Биография
Михаил Иванович Козлов родился 6 сентября 1895 года в деревне Маркатушино (ныне — в черте Смоленска). Окончил Смоленское городское училище в 1913 году, затем учился на двухгодичных педагогических курсах.

### Первая мировая и гражданская войны
В мае 1915 года был призван в ряды Русской императорской армии. Сначала служил в запасном пехотном полку в Калуге, в июне направлен на  Юго-Западный фронт, где воевал в составе  9-го Ингерманландского пехотного полка 3-й пехотной дивизии. В марте 1916 года направлен в Киевскую школу прапорщиков, которую окончил в июне этого года. Затем — младший офицер роты 36-го запасного пехотного полка (Москва), с августа — младший офицер роты 321-го Солигаличского пехотного полка 81-й пехотной дивизии, с января 1917 — младший офицер роты 709-го Кинешемского пехотного полка 178-й пехотной дивизии, в которых воевал на Западном фронте. С августа 1917 года — начальник пулемётной команды 298-го Мстиславского пехотного полка 75-й пехотной дивизии на этом же фронте. В феврале 1918 года прапорщик Козлов был демобилизован. 
В июне 1918 года вступил в ряды РККА, после чего был назначен на должность сотенного инструктора отдела Всевобуча Смоленского военного комиссариата, в мае 1919 года — начальник пулемётной команды Смоленского территориального полка, с июля — командир взвода 4-го отдельного легко-артиллерийского дивизиона Тамбовского укреплённого района. В составе данных частей принимал участие в боевых действиях на Южном фронте, но в августе 1919 года был ранен и направлен в Тульский военный госпиталь. После излечения Козлов был назначен на должность командира взвода в Смоленском военном техникуме, а в феврале 1920 года — на должность помощника командира роты Смоленских военно-технических курсов.

### Межвоенное время
С декабря 1920 года Козлов служил в 3-й Западной пехотной школе комсостава, где исполнял должности командира взвода, помощника командира роты, начальника пулемётной команды и командира пулемётной роты.
В октябре 1924 года был направлен на учёбу на стрелково-тактические курсы «Выстрел», которые закончил в августе 1925 года.
В сентябре 1926 года был назначен на должность командира батальона 191-го стрелкового полка (64-я стрелковая дивизия, Белорусский военный округ), в марте 1930 года — на должность помощника начальника 2-го отдела, затем 4-го отделения 4-го отдела штаба Белорусского военного округа, в мае 1935 года — на должность помощника начальника штаба, затем — на должность начальника штаба 8-й стрелковой дивизии, а в августе 1938 года — на должность начальника штаба 5-го стрелкового корпуса. Находясь на данной должности, принимал участие в боевых действиях в ходе советско-финской войны.
В марте 1941 года был назначен на должность командира 229-й стрелковой дивизии (Московский военный округ).

### Великая Отечественная война
С началом войны дивизия принимала участие в оборонительных боевых действиях на территории Белоруссии, а затем в Смоленском сражении. В октябре Козлов был ранен и направлен в эвакогоспиталь № 354 и после выздоровления в феврале 1942 года был назначен на должность начальника Краснодарского пехотного училища, а в июле — на должность заместителя командующего 8-й резервной армией, в сентябре преобразованной в 66-ю армию, после чего принимал участие в ходе Сталинградской битвы.
В августе 1943 года был назначен на должность командир 33-го гвардейского стрелкового корпуса, который принимал участие в ходе разгрома белгородско-харьковской группировки противника и освобождении Харькова, Полтавы и Кременчуга, а затем вёл боевые действия по расширению плацдарма на правом берегу Днепра и по освобождению Александрии и Кировограда.
С марта 1944 года генерал-лейтенант Михаил Иванович Козлов находился в распоряжении Главного управления кадров и в мае был назначен на должность заместителя командующего войсками Орловского военного округа по военно-учебным заведениям.

### Послевоенная карьера
В ноябре 1945 года был назначен на должность заместителя командующего войсками Воронежского военного округа, а в июле 1946 года — на должность начальника Управления боевой и физической подготовки штаба Московского военного округа.
В апреле 1949 года был направлен на учёбу на высшие академические курсы при Высшей военной академии имени К. Е. Ворошилова, которые окончил с отличием и в мае 1950 года был назначен на должность начальника окружных объединенных курсов усовершенствования офицерского состава Ленинградского военного округа.
Генерал-лейтенант Михаил Иванович Козлов в феврале 1953 года вышел в отставку. Умер 8 марта 1971 года в Ленинграде.

## Воинские звания
- майор (29.01.1936);
- полковник (16.08.1938);
- комбриг (4.11.1939);
- генерал-майор (4.06.1940);
- генерал-лейтенант (25.10.1943).

## Награды
- Два ордена Ленина (21.02.1945, ...);
- Четыре ордена Красного Знамени (1940, 21.07.1942, 3.11.1944, ...);
- Орден Суворова 2-й степени (27.08.1943);
- Медали.